# Seznam zápasů rumunské fotbalové reprezentace na MS
Rumunská fotbalová reprezentace byla celkem 7x na mistrovstvích světa ve fotbale a to v letech 1930, 1934, 1938, 1970, 1990, 1994, 1998.
- Aktualizace po MS 1998 - Počet utkání - 21 - Vítězství - 8x - Remízy - 3x - Prohry - 10x

| Číslo | Soupeř         | Výsledek              | MS      | Fáze turnaje       | Góly Rumunska                                                                                |
| ----- | -------------- | --------------------- | ------- | ------------------ | -------------------------------------------------------------------------------------------- |
| 1.    | Peru           | 3 – 1                 | MS 1930 | skupinová fáze 3   | Adalbert Desu, Ştefan Barbu, Constantin Stanciu                                              |
| 2.    | Uruguay        | 0 – 4                 | MS 1930 | skupinová fáze 3   | Ne                                                                                           |
| 3.    | Československo | 1 – 2                 | MS 1934 | první kolo         | Ştefan Dobay                                                                                 |
| 4.    | Kuba           | 3 – 3 (PP)            | MS 1938 | první kolo         | Silviu Bindea, Iuliu Baratky, Ştefan Dobay                                                   |
| 5.    | Kuba           | 1 – 2                 | MS 1938 | opakovaný zápas    | Ştefan Dobay                                                                                 |
| 6.    | Anglie         | 0 – 1                 | MS 1970 | základní skupina C | Ne                                                                                           |
| 7.    | Československo | 2 – 1                 | MS 1970 | základní skupina C | Ne                                                                                           |
| 8.    | Brazílie       | 2 – 3                 | MS 1970 | základní skupina C | Alexandru Neagu, Florea Dumitrache                                                           |
| 9.    | Sovětský svaz  | 2 – 0                 | MS 1990 | základní skupina B | Marius Lăcătuș (1 + 1 penalta)                                                               |
| 10.   | Kamerun        | 1 – 2                 | MS 1990 | základní skupina B | Gavril Balint                                                                                |
| 11.   | Argentina      | 1 – 1                 | MS 1990 | základní skupina B | Gavril Balint                                                                                |
| 12.   | Irsko          | 0 – 0 (pen. 4 - 5)    | MS 1990 | osmifinále         | penalty: Gheorghe Hagi, Dănuţ Lupu, Iosif Rotariu, Ioan Lupescu                              |
| 13.   | Kolumbie       | 3 – 1                 | MS 1994 | základní skupina A | Florin Răducioiu (2), Gheorghe Hagi                                                          |
| 14.   | Švýcarsko      | 1 – 4                 | MS 1994 | základní skupina A | Gheorghe Hagi                                                                                |
| 15.   | USA            | 1 – 0                 | MS 1994 | základní skupina A | Dan Petrescu                                                                                 |
| 16.   | Argentina      | 3 – 2                 | MS 1994 | osmifinále         | Ilie Dumitrescu (2), Gheorghe Hagi                                                           |
| 17.   | Švédsko        | 2 – 2 (na pen. 4 - 5) | MS 1994 | čtvrtfinále        | Florin Răducioiu (2) penalty: Florin Răducioiu, Gheorghe Hagi, Ioan Lupescu, Ilie Dumitrescu |
| 18.   | Kolumbie       | 1 – 0                 | MS 1998 | základní skupina G | Adrian Ilie                                                                                  |
| 19.   | Anglie         | 2 – 1                 | MS 1998 | základní skupina G | Viorel Moldovan, Dan Petrescu                                                                |
| 20.   | Tunisko        | 1 – 1                 | MS 1998 | základní skupina G | Viorel Moldovan                                                                              |
| 21.   | Chorvatsko     | 0 – 1                 | MS 1998 | osmifinále         | Ne                                                                                           |